# Werner Mummert
Werner  Mummert (31 de marzo de 1897 - 28 de enero de 1950) fue un general alemán en la Wehrmacht durante la II Guerra Mundial quien comandó la División Panzer Müncheberg. Un veterano de la I Guerra Mundial, también recibió la Cruz de Caballero de la Cruz de Hierro con Hojas de Roble y Espadas. Mummert se rindió a los soviéticos en mayo de 1945 y murió en un campo de prisioneros de guerra cinco años más tarde.

## Biografía
Nacido en Sajonia, Mummert se hizo voluntario para el ejército de la Alemania imperial en 1914, al estallar la Primera Guerra Mundial. Fue comisionado como leutnant (teniente) en la reserva dos años más tarde y se le concedió la Cruz de Hierro, 2ª Clase, una condecoración prusiana. Abandonó el ejército después del fin de la guerra pero en 1936 se unió a la rama del Heer (Ejército) de la Wehrmacht. Inicialmente puesto en el 11º Regimiento de Infantería como leutnant, Mummert fue transferido al 10º Regimiento de Caballería en 1938 con el rango de Rittmeister (capitán de caballería). En 1939, fue seleccionado comandante de AA.256, una Aufklärungsabteilung (unidad de reconocimiento) adjunta a una división de infantería.

### II Guerra Mundial
Mummert participó en las primeras campañas de la Wehrmacht de la II Guerra Mundial y para mediados de 1940, había recibido la Cruz de Hierro así como el Broche de la Cruz de Hierro, ambas condecoraciones instituidas por la Alemania Nazi. En enero de 1942, habiendo sido promovido a mayor, recibió la Cruz Alemana en Oro. Más tarde ese año recibió la Cruz de Caballero de la Cruz de Hierro.
Mummert después lideró el 14º Batallón Panzer de Reconocimiento de la reformada 14.ª División Panzer, habiendo sido la original destruida en la Batalla de Stalingrado. Su estilo de liderazgo a menudo lo vio en la línea de frente con su infantería y comprometido en un estrecho combate, y recibió varias insignias en reconocimiento a esto; la Insignia de Tanques y el Broche de Combate Cuerpo a Cuerpo, ambas en bronce, así como la Insignia de Destrucción de Tanques. Se le dio el mando del 103.er Regimiento de Granaderos Panzer de la 14.ª División Panzer en enero de 1944. Promovido a Oberstleutnant (teniente coronel), recibió las Hojas de Roble de su Cruz de Caballero. Nueve meses más tarde, y ahora como Oberst (coronel), brevemente lideró la 14.ª División Panzer como su comandante temporal. En octubre de 1944, recibió las Espadas a su Cruz de Caballero, siendo el congraciado 107.º de esta condecoración.
En enero de 1945, Mummert asumió el mando de la recién formada División Panzer Müncheberg y fue promovido a Generalmajor (equivalente al rango de brigadier general en el Ejército de Estados Unidos) el 1 de febrero. Su nueva unidad, que empezaba a ser ensamblada en el área oeste de Berlín, era una división solo nominalmente y tenía relativamente pocos vehículos blindados. Fue activada en marzo de 1945 y se envió al frente oriental y defendió los intentos soviéticos de cruzar el río Óder. Después luchó en la Batalla de las Colinas de Seelow y tuvo que retirarse gradualmente a Berlín y estuvo comprometida en la lucha en torno al búnker del zoo y en el Tiergarten. Tras la destrucción del último tanque de su división cerca de la Puerta de Brandeburgo, Mummert fue herido el 1 de mayo. A pesar de esto permaneció al mando hasta su rendición a los soviéticos el 4 de mayo. Después de la guerra, fue retenido en un campo de prisioneros de guerra en Rusia donde murió en 1950.